# Ерсары
Ерсары (каз. Ерсары) — село в Теректинском районе Западно-Казахстанской области Казахстана. Входит в состав Анкатинского сельского округа. Код КАТО — 276239300.

## Население
В 1999 году население села составляло 257 человек (136 мужчин и 121 женщина). По данным переписи 2009 года, в селе проживало 138 человек (70 мужчин и 68 женщин).